# Achim von Loesch
Achim von Loesch (* 16. Juli 1923 in Kammerswaldau, Landkreis Hirschberg, Provinz Niederschlesien; † 1. Juni 2019 in Frankfurt am Main) war ein deutscher Bankier, Direktor der Bank für Gemeinwirtschaft und Theoretiker der Gemeinwirtschaft und Alternativökonomie.

## Werdegang
Achim von Loesch war der älteste Sohn des Gutsbesitzers Ernst Heinrich von Loesch und dessen Ehefrau Martha, geborene von von Boineburg. Nach Kriegsdienst, Gefangenschaft und einer kaufmännischen Lehre studierte er an der Universität Marburg Volkswirtschaftslehre und nahm auch an Lehrveranstaltungen von Wolfgang Abendroth teil. In Marburg promovierte er bei Karl Paul Hensel.
Seine berufliche Laufbahn begann er 1955 in der Wirtschaftsabteilung beim Vorstand der IG Metall in Frankfurt. Von dort wechselte er 1959 zur Bank für Gemeinwirtschaft (BfG) unter Walter Hesselbach. Für die BfG arbeitete er zwischen 1959 und 1980. Zwischen 1967 und 1980 war er dort Leitender Direktor der Abteilung Gemeinwirtschaft. 1981 wechselte er in die Beteiligungsgesellschaft für Gemeinwirtschaft (BGAG) und war dort bis 1984 ebenfalls Leitender Direktor der Abteilung Gemeinwirtschaft. 1984 trat er in den Ruhestand. Publizistisch blieb er weiter aktiv.
Bei der IG Metall griff er das Thema „Vermögensbildung für Arbeitnehmer“ auf und entwickelte eine Gegenposition zu Oswald von Nell-Breuning und vertiefte sie zu einer Dissertation.
Gemeinsam mit Walter Hesselbach hatte er in den 1960er und 1970er Jahren, aufbauend auf den Forschungsarbeiten von Gerhard Weisser und Hans Ritschl, eine Konzeption für Gemeinwirtschaft und damit eine Philosophie für gewerkschaftliche Unternehmensgruppen entwickelt. Vom 16. Juni 1975 bis zum 16. Oktober 1987 war er Mitglied im Sozialbeirat.
Er war mit der SPD-Politikerin Grete von Loesch verheiratet, die von 1968 bis 1977 und 1981 bis 1989 Abgeordnete des Frankfurter Stadtparlamentes war und Tochter des Widerstandskämpfer Heinrich Hamacher ist. Sie wohnten in Frankfurt/Main.
Achim von Loesch war verwandt mit der Journalistin und Schriftstellerin Maria Frisé. Sein Sohn ist der Musikwissenschaftler Heinz von Loesch.